# David Kobylík
David Kobylík est un footballeur tchèque né le 27 juin 1981 à Olomouc.

## Carrière
- 1999–2002 :  Sigma Olomouc
- 2002–2004 :  RC Strasbourg
- 2004–2005 :  Sigma Olomouc
- 2005–2008 :  Arminia Bielefeld
- 2008–2009 :  Omonia Nicosie
- 2009 :  Sigma Olomouc
- 2009–2010 :  MŠK Žilina
- 2010–2011 :  Polonia Bytom
- 2011– :  TSV Hartberg